# Ablabesmyia oriplanus
Ablabesmyia oriplanus es una especie de insecto díptero del género Ablabesmyia, familia Chironomidae.

Fue descrito por primera vez en 1911 por Kieffer. 

## Distribución
Se distribuye por India.